# Liste des pays ayant une côte sur l'océan Atlantique
L'océan Atlantique baigne près d'une centaine de pays répartis sur 4 continents différents. Les pays bordant les mers adjacentes sont comptabilisés.

## Afrique

### Pays riverains de l'océan
- Afrique du Sud
- Angola
- Bénin
- Cameroun
- Cap-Vert
- Côte d'Ivoire
- Gabon
- Gambie
- Ghana
- Guinée
- Guinée-Bissau
- Guinée équatoriale
- Liberia
- Maroc
- Mauritanie
- Namibie
- Nigeria
- République du Congo
- République démocratique du Congo
- Sao Tomé-et-Principe
- Sénégal
- Sierra Leone
- Togo

### Via lamer Méditerranée
- Algérie
- Égypte
- Libye
- Maroc
- Tunisie
- Espagne (Ceuta et Melilla)
- Italie (Lampedusa)

## Amérique

### Pays riverains de l'océan Atlantique
- Argentine
- Antigua-et-Barbuda
- Bahamas
- Barbade
- Bermudes
- Brésil
- Canada
- Chili
- Cuba
- Dominique
- États-Unis
- France (Guyane, Martinique, Guadeloupe et Saint-Pierre et Miquelon)
- Grenade
- Guyana
- Haïti
- République dominicaine
- Saint-Christophe-et-Niévès
- Sainte-Lucie
- Saint-Vincent-et-les-Grenadines
- Suriname
- Trinité-et-Tobago
- Uruguay
- Venezuela

### Via lamer des Caraïbes
- Aruba
- Belize
- Colombie
- Costa Rica
- Curaçao
- Guatemala
- Honduras
- Jamaïque
- Mexique
- Nicaragua
- Panama

## Asie, via lamer Méditerranée
- Chypre
- Israël
- Liban
- Palestine, par la bande de Gaza
- Syrie
- Turquie

## Europe

### Pays riverains de l'océan
- Espagne
- France, voir Côte atlantique française
- Islande
- Norvège
- Portugal
- Irlande
- Royaume-Uni

### Via lamer du Nordet lamer Baltique
- Allemagne
- Belgique
- Danemark
- Estonie
- Finlande
- France
- Lettonie
- Lituanie
- Pays-Bas
- Pologne
- Russie
- Suède

### Via lamer Méditerranéeet ses mers secondaires
- Albanie
- Bosnie-Herzégovine
- Chypre (République de Chypre & République turque de Chypre du Nord)
- Croatie
- Espagne
- France
- Grèce
- Italie
- Malte
- Monaco
- Monténégro
- Royaume-Uni (Gibraltar)
- Slovénie
- Turquie

### Via lamer Noire
- Bulgarie
- Géorgie (Abkhazie)
- Roumanie
- Russie
- Ukraine